# Jan Firlej (siatkarz)
Jan Firlej (ur. 26 września 1996) – polski siatkarz, grający na pozycji rozgrywającego. 
Jego tata za swoich czasów uprawiał windsurfing i narciarstwo, mama na studiach grała w piłkę ręczną. Próbował różnych dyscyplin sportowych. Przez 3 lata grał w tenisa ziemnego. Potem trenował piłkę nożną przez dwa lata. W międzyczasie jako uczeń szkoły podstawowej uczęszczał na zajęcia z pływania i tańca. Rekreacyjnie uprawiał też jeździectwo. Od 3 klasy gimnazjum wybrał siatkówkę jako swój sport zawodowy. Ukończył studia w Wyższej Szkole Zarządzania i Administracji w Opolu na kierunku Zarządzanie w Sporcie i Turystyce, gdzie obronił licencjat.
Jego dziewczyną jest siatkarka Kinga Drabek.
W połowie kwietnia 2022 został powołany do reprezentacji Polski.

## Sukcesy klubowe
Młoda Liga:
- 2015

Liga belgijska:
- 2019

Puchar Challenge:
- 2024[9]

Liga polska:
- 2024[10], 2025[11]

## Sukcesy reprezentacyjne
Liga Narodów:
- 2023[12], 2025[13]
- 2022[14], 2024[15]